# Echinomunna uroventralis
Echinomunna uroventralis är en kräftdjursart som beskrevs av Brian Frederick Kensley 1976. Echinomunna uroventralis ingår i släktet Echinomunna och familjen Munnidae. Inga underarter finns listade i Catalogue of Life.